# 劇団シアターザロケッツ
劇団シアターザロケッツ（げきだんシアターザロケッツ）は、日本の劇団。2013年11月22日に荒木太朗を主宰として設立。

## 概要
2009年に、前身となる演劇ユニット「TEAM the ROCKETS」（チームザロケッツ）を結成し、演劇のほかインターネット番組や各種イベントの企画など幅広い分野で活動。2013年には、演劇をメインとする集団になることを目的として「劇団THEATER the ROCKETS」を設立。その後、英語表記が書きにくい、読みにくいとの理由から英語部分をカタカナ表記にした「劇団シアターザロケッツ」が正式名となる。劇団名の由来は、主宰の荒木が種子島宇宙センターのある鹿児島県種子島出身であることから。
全作品の脚本・演出を主宰の荒木が手がけ、一貫してシチュエーション・コメディにこだわり続けている。コメディ色の強いストーリー性のある脚本と、演者の協調性を活かしたテンポ感を全面に押し出す演出を特徴としている。

## 本公演
- 第一回公演『喫茶ミツルの3日間』（2014年9月、ザ・ポケット）
  - 客演：赤沼正一、宮島沙絵、他
- 第二回公演『星降る学校』（2015年6月、テアトルBONBON）
  - 客演：尻無浜冴美、木村俊之、他
- 第三回公演『タラレバ!!』（2015年11月、銀座みゆき館劇場）
  - 客演：小嶋菜月（AKB48）、瀬尾卓也、他
- 第四回公演『チャペルで会いましょう』（2016年7月、ザ・ポケット）
  - 客演：小嶋菜月（AKB48）、須田拓也（パップコーン）、瀬尾卓也、他
- 第五回公演『ペンション桂木』（2017年3月、ザ・ポケット）
  - 客演：渋木美沙、若宮亮（劇団エムキチビート）、他
- 第六回公演『佐山家シンフォニア』（2018年2月、テアトルBONBON）
  - 客演：岡田彩花、永田彬、林里容、すずきつかさ、渋木美沙、他
- 第七回公演『シャンパンタワーが立てられない』（2018年10月、ザ・ポケット）
  - 客演：北澤早紀（AKB48）、飯野雅、すずきつかさ、網代将悟、大橋篤、渋木美沙、他
- 第八回公演「両家顔合わせ」（2019年3月、ザ・ポケット）
  - 客演：大森美優（AKB48）、佐藤弘樹、岡田彩花、すずきつかさ、網代将悟、渋木美沙、他
- 第九回公演「佐山家シンフォニア」（2019年12月、六行会ホール）
  - 客演：岡田彩花、黒貴、大橋篤、すずきつかさ、柴田時江、渋木美沙、他
- 第十回公演「よつば診療浪漫劇」（2020年3月、ザ・ポケット）
  - 客演：岡田彩花、若宮亮、すずきつかさ、渋木美沙、大橋篤、網代将悟、他
- 第十一回公演「サプライズでプロポーズする夜の、花火」（2020年10月、六行会ホール）
  - 客演：岡田彩花、藤田健彦、鈴木つかさ、大橋篤、網代将悟、渋木美沙、他
- 第十二回公演「山田家は引っ越さない」(2021年7月、ザ・ポケット）
  - 客演：北澤早紀（AKB48）、久下恭平、岡田彩花、渋木美沙、大橋篤、他
- 第十三回公演「恋はカットがかかるまで」（2022年3月、シアターアルファ東京）[2]
  - 2022年3月16日から21日にかけて全10回公演が行われた。作・演出は荒木太朗。恋愛に奥手なカフェ店員の主人公・高原有為役を八島諒、有為の推し女優であるヒロイン・須賀杏奈役をAKB48の大森美優が務めた[3]。
  - 客演：八島諒、大森美優（AKB48）、佐藤弘樹、松田彩希、福原英樹、渋木美沙、水野奈月、小川友暉、他
- 第十四回公演「エスパーの卒業式」(2022年10月、六行会ホール）
  - 客演：大森美優（AKB48）、久下恭平、内田航、渋木美沙、他
- 第十五回公演「お客様に神様ですHOTEL」（2023年4月、ザ・ポケット）
  - 客演：佐藤弘樹、岡田彩花、内田航、鈴木つかさ、遠藤しずか、永田紗茅、他
- 第十六回公演「うちの担任絶対スパイ」（2023年10月、六行会ホール）
  - 客演：鈴木つかさ、関根ささら、佐藤弘樹、松田彩希、若宮亮、大橋篤、他
- 第十七回公演「そのアパートでは変身できない」（2024年11月、六行会ホール）
  - 客演：大橋篤、古賀成美、関根ささら、内田航、渋木美沙、他

## プロデュース公演
- produce vol.1『雨のち晴れ』（2016年4月、劇場HPOE）出演：大森美優（AKB48）、渡邉啓太（東京サムライガンズ）他
- produce vol.2『雨のち晴れ』（2017年9月、劇場HOPE）出演：岡田彩花、若宮亮（エムキチビート）、藤原亜紀乃 他
- produce vol.3『星降る学校』（2018年7月、テアトルBONBON）出演：坂口和也、永田紗茅（柿喰う客）、田中精（30-DELUX） 渋木美沙 他
- produce vol4「雨のち晴れ」(2019年5月、テアトルBONBON）出演：佐藤弘樹、北澤早紀（AKB48）、浅倉一男、大橋篤、他
- produce vol5「星降る学校」(2019年8月、テアトルBONBON）出演：網代将悟、大橋篤、井上貴々他
- produce vol6「喫茶ミツルの３日間」(2021年3月、テアトルBONBON）出演：永田紗茅(柿食う客)、今井瞳、渡辺啓太(MONO)、大橋篤、　他
- produce vol7「両家顔合わせ」(2022年6月、ザ・ポケット）出演：関根ささら、天野眞隆、緑川睦、福原英樹、遠藤しずか　他
- produce vol.8「佐山家シンフォニア〜夏〜」（2023年8月、 テアトルBONBON）出演：大橋篤、松澤可苑、千歳ゆう、福原英樹、他

## 公演エピソード
- ホストクラブを舞台とした第七回公演『シャンパンタワーが立てられない』にて２週間で1900人超の動員を記録。以降現在に至るまで劇団の動員記録となっている。
- 第十五回公演「お客様に神様ですHOTEL」（劇場：ザ・ポケット）にて上演前全ステージ完売。
- プロデュース公演vol.9「雨のち晴れ」（劇場：ザ・ポケット）にて上演前全ステージ完売。
- 第十七回公演「そのアパートでは変身できない」（劇場：六行会ホール）にて全ステージ完売。

## TEAM the ROCKETS時代（2009〜2012）
- 第一回公演『ニャンダフルデイ』（2010年2月）
- 第二回公演『タラレバ!』（2010年10月）
- 第三回公演『１億円』（2011年6月）
- 第四回公演『サンドイッチの作り方』（2011年11月）
- 第五回公演『この部屋にします。』（2012年5月）
- 第六回公演『UPSIDE DOWN』（2012年12月）

## メンバー
- 荒木太朗（主宰・脚本・演出）
- 井上貴々
- 根魏山リョージ（演出助手）
- 十二月一日絵梨
- だんしんぐ由衣
- 折田ジューン
- 小野義昭（制作担当）